# Roberta Zambrano
María Roberta Zambrano Ortiz (Guayaquil, 14 de diciembre de 1971) es una abogada y política ecuatoriana. Ocupa el cargo de prefecta de Esmeraldas desde 2019 por el Partido Social Cristiano.

## Biografía
Hija de Ramón Zambrano y de Olivia Ortiz. Obtuvo su título de bachiller en Contabilidad en el centro educativo Colegio Particular 9 de Octubre. Realizó estudios de leyes y obtuvo el título de abogada en la Universidad Técnica Luis Vargas Torres. Su maestría la culminó en la Universidad Andina Simón Bolívar de Ambato, e hizo un diplomado en Derecho Penal y Justicia Indígena. En 1996 fue designada como directora provincial del Instituto de la Niñez y la Familia.
Se postuló a la Alcaldía de Esmeraldas por el Partido Roldosista Ecuatoriano en 2009 donde quedó en segundo lugar con un margen de apenas 511 votos tras el entonces alcalde electo, y en 2014. En 2017, bajo el Partido Social Cristiano, llegó a ser electa como asambleísta provincial. Posteriormente en 2019, durante las elecciones seccionales se candidateó para la Prefectura de Esmeraldas renunciando a su curul en la asamblea, y que ganó por votación popular. En 2020 asumió la presidencia del Consorcio de Gobiernos Autónomos Provinciales y Municipales del Norte de Ecuador, siendo la primera mujer que ocupa el cargo.
Para las elecciones seccionales de 2023 fue reelecta al cargo de prefecta con el 51% de los votos.

## Reconocimientos
- Premio Eloy Alfaro otorgado por la Confederación de Periodistas de Ecuador, 2019.[11]